# Ptychobiosis rieki
Ptychobiosis rieki là một loài Trichoptera trong họ Hydrobiosidae. Chúng phân bố ở miền Australasia.